# گردن درد
گردن درد، که به نام سرویکالژیا (cervicalgia) نیز شناخته می‌شود، یک مشکل رایج است، به‌طوری که دو سوم افراد در مقطعی از زندگی خود دچار درد گردن می‌شوند.
درد گردن، با اینکه در گردن احساس می‌شود، می‌تواند ناشی از بسیاری از مشکلات ستون فقراتی باشد. درد گردن ممکن است به دلیل سفتی عضلانی در گردن و قسمت فوقانی کمر یا گیر کردن اعصاب ناشی از مهره‌های گردنی ایجاد شود. همان‌طوری که اختلال مفصل در قسمت فوقانی کمر، درد ایجاد می‌کند، از هم گسیختگی مفصل در گردن نیز باعث ایجاد درد می‌شود.
سر توسط قسمت پایین گردن و قسمت بالایی کمر حمایت می‌شود و این نواحی هستند که معمولاً باعث درد گردن می‌شوند. سه مفصل بالای گردن امکان حرکت بیشتر گردن و سر را فراهم می‌کنند. مفاصل پایینی در گردن و مفاصل قسمت بالایی کمر، ساختاری حمایتی برای نشستن سر ایجاد می‌کنند. اگر این سیستم حمایتی تحت تأثیر عوامل نامطلوب قرار گیرد، ماهیچه‌ها منقبض شده و منجر به درد گردن می‌شوند.
درد گردن تا سال ۲۰۱۰ حدود ۵ درصد از جمعیت جهان را تحت تأثیر قرار داده است.

## تشخیص‌های اختراعیی
درد گردن ممکن است از هر یک از ساختارهای گردن از جمله، عروقی، عصبی، راه هوایی، گوارشی و عضلانی/اسکلتی ناشی شده یا از سایر نواحی بدن ارجاع داده شود.
علل عمده و شدید درد گردن (تقریباً به ترتیب شدت) عبارتند از:
- دایسکسیون شریان کاروتید
- درد ارجاعی از سندرم حاد کرونری
- سرطان سر و گردن
- عفونت‌ها از جمله:
  - مننژیت (سرسام) انواع مختلفی از جمله شروع ناگهانی درد شدید گردن یا کمر به ویژه در نوجوانان و جوانان که در صورت عدم درمان سریع، ممکن است کشنده باشد.
  - آبسه رتروفارنکس (Retropharyngeal abscess)
  - اپی‌گلوتیت[۳]
- فتق دیسک کمری - بیرون‌زدگی یا برآمدگی دیسک، یا در صورت فروافتادگی شدید.
- اسپوندیلوز - آرتریت دژنراتیو و استئوفیت
- تنگی مجرای نخاع - باریک شدن مجرای نخاعی

علل شایع‌تر و کمتر شایع درد گردن عبارتند از:
- استرس – استرس‌های فیزیکی و عاطفی
- وضعیت‌های طولانی‌مدت: بسیاری از افراد روی مبل‌ها و صندلی‌ها به خواب می‌روند که منجر به درد گردن پس از بیدار شدن از خواب می‌شود.
- صدمات جزئی و سقوط - تصادفات رانندگی، رویدادهای ورزشی و صدمات روزانه که واقعاً جزئی هستند.
- درد ارجاعی - بیشتر از مشکلات قسمت بالای کمر
- استفاده بیش از حد – کشیدگی عضلانی یکی از شایع‌ترین علل است
- واخوردگی‌گردن
- تحت فشار قرار گرفتن عصب

اگرچه دلایل متعددی برای درد گردن وجود دارد، اکثر آنها به راحتی با کمک حرفه‌ای یا با استفاده از مشاوره و تکنیک‌های خودیاری اصلاح می‌شوند.
علل دیگر می‌تواند شامل موارد زیر باشد: وضعیت بد خوابیدن، کژگردنی، آسیب به سر، روماتیسم مفصلی، کاروتیدینیا، مهره گردنی مادرزادی، مونونوکلئوز، سرخجه، سرطان‌های خاص، اسپوندیلیت انکیلوزان، شکستگی ستون فقرات گردنی، آسیب به مری، خونریزی زیر عنکبوتیه، التهاب گره‌های لنفاوی (لنفادنیت)، آسیب به تیروئید و آسیب به نای باشد.

## درمان
درمان درد گردن به علت آن بستگی دارد. برای اکثریت قریب به اتفاق افراد، درد گردن را می‌توان به صورت محافظه‌کارانه درمان کرد. توصیه‌هایی که در آنها به کاهش علائم کمک می‌کند، شامل استفاده از گرما یا سرما است.   دیگر درمان‌های رایج می‌تواند شامل دارو، آموزش مکانیک بدن، اصلاح ارگونومیک و فیزیوتراپی باشد.  استفاده از وسایل ارتوپدی مناسب مانند محافظ‌های گردن نیز می‌تواند در کاهش درد مؤثر باشد
درمان‌ها ممکن است شامل آموزش بیمار نیز باشد، اما شواهد موجود نشان‌دهنده‌ عدم کارآیی این مورد است.

### دارو
مسکن‌هایی مانند استامینوفن یا داروهای ضدالتهابی غیراستروئیدی (NSAIDs) معمولاً برای تسکین درد توصیه می‌شوند. با این حال، یک مرور در سال ۲۰۱۷ نشان داد که پاراستامول مؤثر نیست و NSAIDs حداقل اثربخش هستند.
شل‌کننده‌های عضلانی نیز ممکن است توصیه شوند با این حال، یک مطالعه نشان داد که یک شل‌کننده عضلانی به نام سیکلوبنزاپرین برای درمان کشیدگی حاد گردن (بر خلاف درد گردن ناشی از علل دیگر یا درد گردن مزمن) مؤثر نیست.

### جراحی
جراحی معمولاً برای علل مکانیکی درد گردن اندیکاسیون ندارد. اگر درد گردن در نتیجه ناپایداری، سرطان یا دیگر فرآیندهای بیماری بوده، جراحی ممکن است لازم باشد. جراحی معمولاً برای «عصب‌های تحت فشار قرار گرفته» یا فتق دیسک‌ها اندیکاسیون ندارد، مگر اینکه فشردگی طناب نخاعی وجود داشته باشد یا درد و ناتوانی برای ماه‌ها طول کشیده باشد و به درمان‌های محافظه‌کارانه مانند فیزیوتراپی مقاوم باشد.

### طب جایگزین
مشخص شده که ورزش به همراه دستکاری مفصل در اختلالات حاد و مزمن مکانیکی گردن مفید است. به ویژه، تمرینات تقویتی خاص ممکن است عملکرد و درد را بهبود بخشد. کنترل حرکتی با استفاده از تمرینات خم کردن سر-گردنی نشان داده شده که برای درد گردن مزمن غیر اختصاصی مؤثر است.  هر دو دستکاری گردنی و تحرک گردنی، تغییرات فوری و کوتاه‌مدت مشابهی را ایجاد می‌کنند. جلسات متعدد دستکاری گردن ممکن است باعث تسکین درد و بهبود عملکرد بهتری نسبت به برخی داروها در پیگیری فوری تا طولانی مدت شوند. دستکاری قفسه سینه نیز ممکن است درد و عملکرد را بهبود بخشد.
نشان داده شده که لیزر درمانی سطح پایین، درد را بلافاصله پس از درمان در درد گردن حاد و تا ۲۲ هفته پس از اتمام درمان در بیمارانی که دچار درد گردن مزمن هستند، کاهش می‌دهد. شواهدی با کیفیت پایین نشان می‌دهد که درمان شناختی-رفتاری ممکن است در کاهش درد در کوتاه‌مدت مؤثر باشد. ماساژ ناحیه می‌تواند فواید فوری و کوتاه‌مدت داشته باشد، اما اثرات بلندمدت آن ناشناخته است. فقدان شواهدی با کیفیت بالا برای حمایت از استفاده از کشش مکانیکی وجود داشته و عوارض جانبی شامل سردرد، حالت تهوع و آسیب به بافت‌ها است. دنرواسیون با فرکانس رادیویی ممکن است تسکین موقتی برای نواحی آسیب‌دیده خاص در گردن ایجاد کند. فواید ناشی از تحریک الکتریکی عصب از راه پوست (Transcutaneous electrical nerve stimulation; TENS) و استفاده غیرتهاجمی از تحریک الکتریکی روی پوست در درد گردن مزمن نامشخص است.

## همه‌گیرشناسی
درد گردن تا سال ۲۰۱۰ حدود ۳۳۰ میلیون نفر (۴.۹ درصد جمعیت) را در سراسر جهان را تحت تاثیر قرار داده است. این بیماری در زنان (۵.۷%) بیشتر از مردان (۳.۹%) است. درد گردن کمتر از کمر درد شایع است.

## پیش‌آگهی
تقریباً نیمی از درد گردن‌ها در عرض یک سال برطرف می‌شوند و حدود ۱۰٪ مزمن می‌شوند.

## پیشگیری
شیوع درد گردن در جمعیت نشان می‌دهد که این یک بیماری شایع است. برای سرویکالژیای مرتبط با وضعیت نامناسب، درمان معمولاً ماهیت اصلاحی دارد (یعنی اطمینان حاصل شود که شانه‌ها در یک خط بالاتر از لگن قرار دارند) و مربوط به مداخلاتی است که بهبود ارگونومیکی را فراهم می‌کنند. همچنین، تحقیقات رو به رشدی در مورد چگونگی پیشگیری از درد گردن ناشی از گوشی‌های تلفن همراه (مراجعه به iHunch) با استفاده از سیستم‌های هشدار تعبیه شده وجود دارد.